# Реден (Діпгольц)
Реден (нім. Rehden) — громада в Німеччині, розташована в землі Нижня Саксонія. Входить до складу району Діпгольц. Центр об'єднання громад Реден.
Площа — 33,38 км2. Населення становить 2352 ос. (станом на 31 грудня 2021).